# 6200 Hachinohe
6200 Hachinohe è un asteroide della fascia principale. Scoperto nel 1993, presenta un'orbita caratterizzata da un semiasse maggiore pari a 2,2521362 UA e da un'eccentricità di 0,1942061, inclinata di 8,62001° rispetto all'eclittica.